# Horisme aeolotis
Horisme aeolotis är en fjärilsart som beskrevs av Louis Beethoven Prout 1916. Horisme aeolotis ingår i släktet Horisme och familjen mätare. Inga underarter finns listade i Catalogue of Life.